# Via Borgognona (Firenze)
Via dei Borgognana è una via del centro storico di Firenze, che va da via de' Bentaccordi a via Filippina.

## Storia
La strada anticamente era più lunga, arrivando fino a piazza San Firenze, e venne mozzata quando venne costruito il complesso di San Firenze. Vi abitarono famiglia come i Tebaldini, i Da Panzano e i Biffoli. Anticamente è ricordata come via de' Vergognosi o via Vergonosa, probabilmente perché vissuta prevalentemente da poveri cittadini, o forse con un riferimento alla prostituzione, a cui pare accennare anche la non lontana "via delle Serve smarrite".
Il nome di Borgognona, per quanto alcune fonti lo attribuiscono a una deformazione della parola "vergognosa", pare essere legato ad alcuni cittadini originari della Francia (che nel medioevo era chiamata Borgogna in territorio molto più ampio dell'attuale regione) e che sono attestati nel quartiere di Santa Croce, con cognomi come "Borgognoni" o forme simili. 

## Descrizione
La strada appare come stretta affiancata da alti edifici che le tolgono luce, a rimarcare la sua posizione defilata e poco godibile per abitarci che le valse il nome di "Vergognosa". La presenza di numerosi ferri da cavallo e si portali ampi, da rimessa, ricordano come qui fossero presenti alcune stalle sul retro dei palazzi che affacciano su Borgo dei Greci e via dell'Anguillara (come i palazzi Ginori e Baccelli). Per facilitare il transito delle carrozze si nota anche come, presso via Filippina, la cantonata venne scalpellata manualmente per renderla smussata.

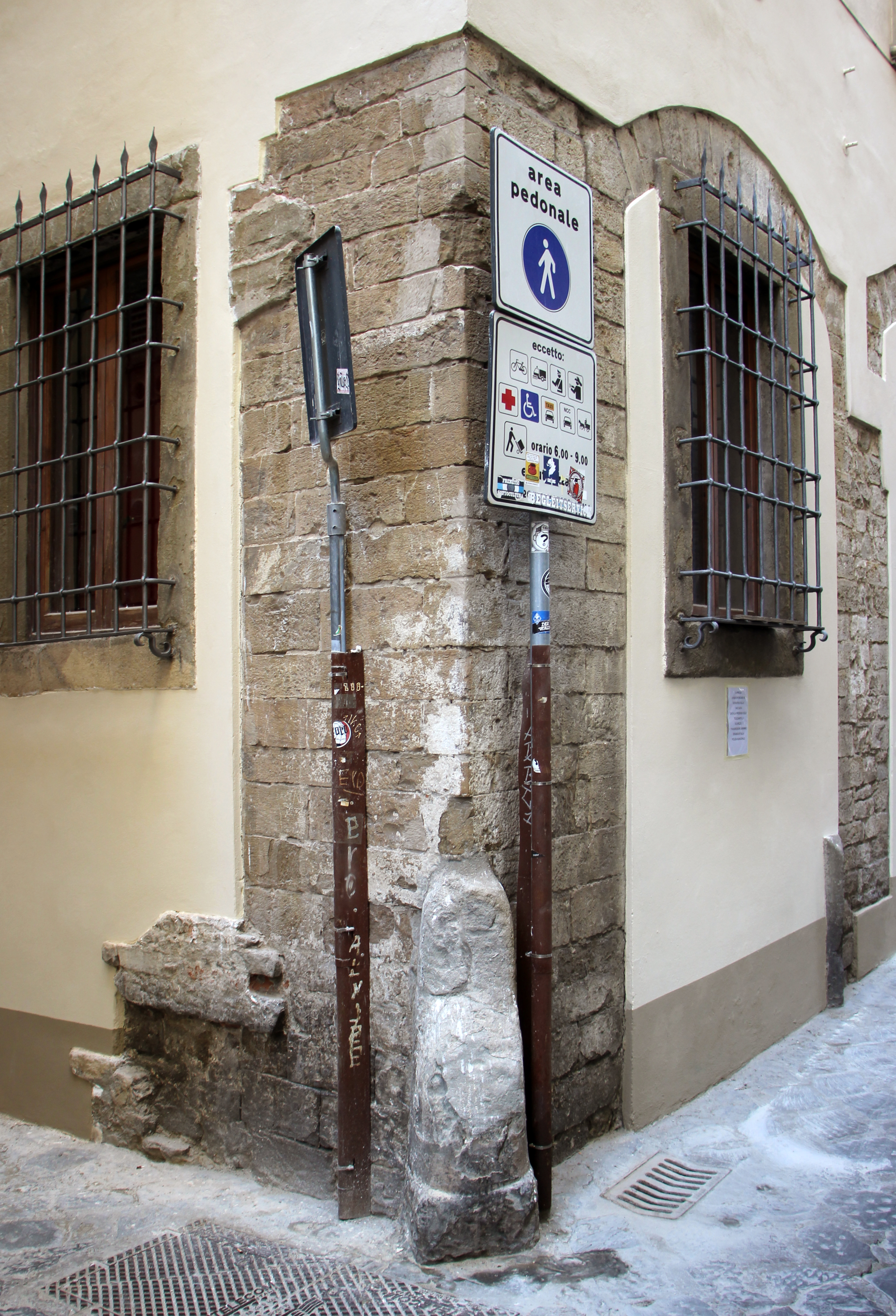
Paracarro all'estremità presso via dei Bentaccordi
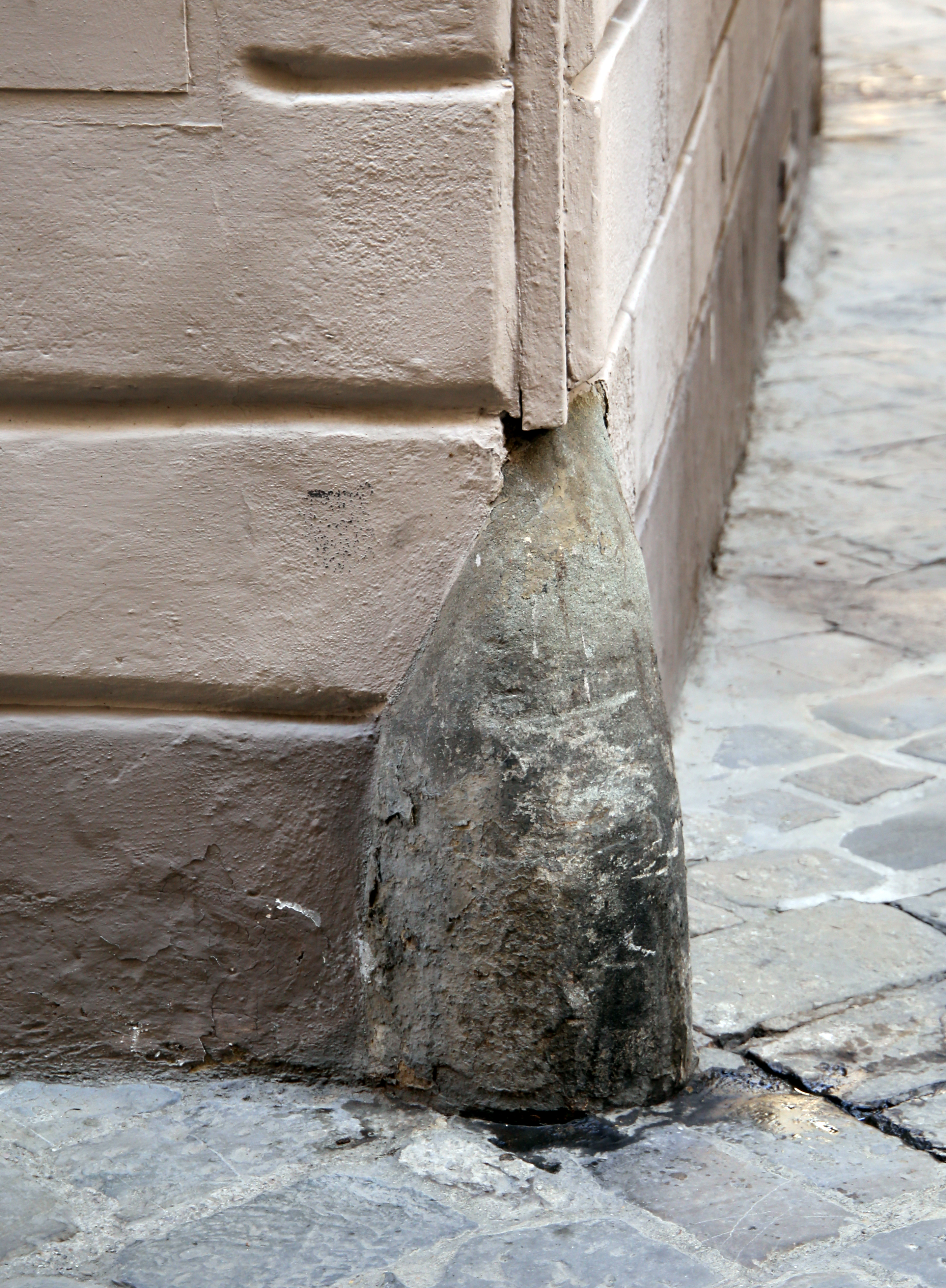
Paracarro all'estremità presso via dei Bentaccordi
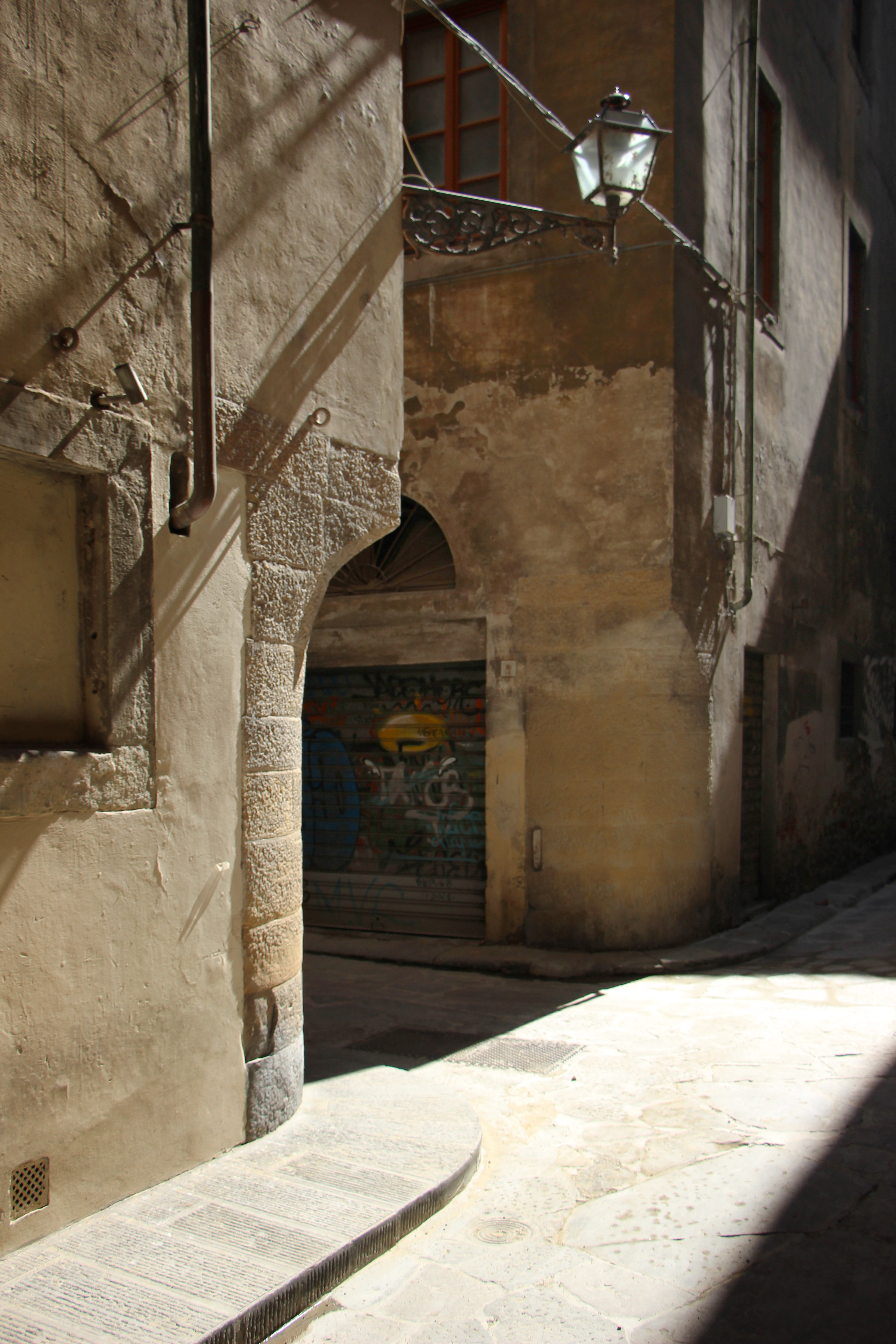
Angoli smussati presso all'estremità presso via Filippina